# Mine de Marcel
La mine de Marcel est une mine souterraine de charbon située en Pologne,. En 2013, la mine est encore en activité.